# Octomeria glazioveana
Octomeria glazioveana är en orkidéart som beskrevs av Eduard August von Regel. Octomeria glazioveana ingår i släktet Octomeria och familjen orkidéer. Inga underarter finns listade i Catalogue of Life.